# Australische Cricket-Nationalmannschaft in England in der Saison 2020
Die Tour der australischen Cricket-Nationalmannschaft nach England in der Saison 2020 fand vom 4. bis zum 16. September 2020 statt. Die internationale Cricket-Tour ist Bestandteil der Internationalen Cricket-Saison 2020 und umfasste drei ODIs und drei Twenty20s. Die ODIs waren Teil der ICC Cricket World Cup Super League 2020–2023. England gewann die Twenty20-Serie 2–1, Australien die ODI-Serie 2–1.

## Vorgeschichte
England bestritt zuvor eine Tour gegen Pakistan, für Australien ist es die erste Tour der Saison. Das letzte Aufeinandertreffen der beiden Mannschaften bei einer Tour fand in der Saison 2019 in England statt. Ursprünglich waren auf der Tour, für Juli 2020 geplant, wurde aber auf Grund der COVID-19-Pandemie verschoben. Auch war geplant, dass Australien ein Twenty20 in Schottland spielen sollte, das jedoch abgesagt wurde.

## Stadien
Die folgenden Stadien wurden für die Tour als Austragungsort vorgesehen.
| Stadion                     | Stadt       | Kapazität | Spiele      |
| --------------------------- | ----------- | --------- | ----------- |
| Old Trafford Cricket Ground | Manchester  | 19.000    | 1. – 3. ODI |
| Ageas Bowl                  | Southampton | 6.500     | 1. – 3. T20 |

## Kaderlisten
Australien benannte am 16. Juli 2020 einen 26-köpfigen Trainingskader in Vorbereitung auf die Tour, der am 15. August 2020 auf 21 Spieler verkleinert wurde. Am 23. August reiste die Mannschaft nach England.
England benannte seine Kader am 31. August 2020.
| ODI | ODI | Twenty20 | Twenty20 |
| England | Australien | England | Australien |
| --- | --- | --- | --- |
| - Eoin Morgan (K) - Moeen Ali - Jofra Archer - Jonny Bairstow (wk) - Tom Banton - Sam Billings - Jos Buttler (wk) - Sam Curran - Tom Curran - Adil Rashid - Joe Root - Jason Roy - Chris Woakes - Mark Wood | - Aaron Finch (K) - Pat Cummins (VK) - Sean Abbott - Ashton Agar - Alex Carrey (wk) - Josh Hazlewood - Marnus Labuschagne - Nathan Lyon - Mitchell Marsh - Glenn Maxwell - Riley Meredith - Josh Philippe - Daniel Sams - Kane Richardson - Steve Smith - Mitchell Starc - Marcus Stoinis - Andrew Tye - Matthew Wade - David Warner - Adam Zampa | - Eoin Morgan (K) - Moeen Ali (VK) - Jofra Archer - Jonny Bairstow (wk) - Tom Banton - Sam Billings - Jos Buttler (wk) - Sam Curran - Tom Curran - Joe Denly - Chris Jordan - Dawid Malan - Adil Rashid - Mark Wood | - Aaron Finch (K) - Pat Cummins (VK) - Sean Abbott - Ashton Agar - Alex Carey (wk) - Josh Hazlewood - Marnus Labuschagne - Nathan Lyon - Mitchell Marsh - Glenn Maxwell - Riley Meredith - Josh Philippe - Daniel Sams - Kane Richardson - Steve Smith - Mitchell Starc - Marcus Stoinis - Andrew Tye - Matthew Wade - David Warner - Adam Zampa |

## Twenty20 Internationals

### Erstes Twenty20 in Southampton
| 4. September Scorecard | Southampton | England 162-7 (20)         | – | Australien 160-6 (20) |
|                        |             | England gewinnt mit 2 Runs |   |                       |

Australien gewann den Münzwurf und entschied sich als Feldmannschaft zu beginnen. England begann zunächst mit Jos Buttler und Jonny Bairstow. Während Bairstow früh sein Wicket verlor, war es Buttler, der zusammen mit einem weiteren Partnership mit Dawid Malan zu 44 Runs kam. Malan hielt sich bis zum 19. Over, während seine Partner abseits von Buttler keinen großen Beitrag leisten konnten. Malan erzielte 66 Runs und das englische Innings endete nach 20 Overn mit 162/7. Bei den australischen Bowlern gab es drei mit jeweils zwei Wickets: Kane Richardson (für 13 Runs), Glenn Maxwell (für 14 Runs) und Ashton Agar (für 32 Runs). Australiens Antwort waren die Eröffnungs-Batsman David Warner und Kapitän Aaron Finch, ⁣⁣die mit einer Partnerschaft über 98 Runs Australien die Möglichkeit auf einen Sieg eröffneten. Als Finch jedoch im 11. Over nach 46 Runs sein Wicket verlor und Australien zwischen dem 15. und 17. Over 4 Wickets verlor, unter anderem auch Warner mit 58 Runs, drehte sich das Spiel. Es verblieb Marcus Stoinis, der die Chance hatte, mit dem letzten Ball und fünf Runs Rückstand das Spiel zu gewinnen, was ihm jedoch nach einem Ball von Tom Curran nicht gelang. So erreichte Australien nur 160/6 und eine 2 Run Niederlage. Die besten englischen Bowler waren Adil Rashid mit 2 Wickets und 29 Runs und Jofra Archer mit 2 Wickets und 33 Runs. Als Player of the Match wurde Dawid Malan ausgezeichnet.

### Zweites Twenty20 in Southampton
| 6. September Scorecard | Southampton | Australien 157-7 (20)         | – | England 158-4 (18.5) |
|                        |             | England gewinnt mit 6 Wickets |   |                      |

Australien gewann den Münzwurf und entschied sich am Schlag zu beginnen. Australien verlor in den ersten beiden Overn zwei Wickets und war so zum Stabilisieren gezwungen. Dies wurde vorwiegend durch Kapitän Aaron Finch erreicht, der 40 Runs erzielte. Unterstützt wurde er dabei maßgeblich durch Marcus Stoinis, der 35 Runs erzielen konnte. Als beide im 12. bzw. 13. Over ausschieden, konnten Glenn Maxwell (26 Runs) und Ashton Agar (23 Runs) Australien zu einem Stand von 157/7 führen. Bester englischer Bowler war Chris Jordan mit 2 Wickets für 40 Runs. Bei der Antwort verlor auch England früh im dritten Over das Wicket von Jonny Bairstow. Jedoch folgte dann mit Dawid Malan und Jos Butler ein Partnership von 87 Runs. Als Malan nach 42 Runs ausschied, wurde es noch einmal knapp, jedoch konnte Buttler, der 77* Runs erzielte und Moeen Ali mit 13* Runs das Ziel der Australier im vorletzten Over erreichen. Bester australischer Bowler war Ashton Agar mit 2 Wickets für 27 Runs. Als Player of the Match wurde Jos Buttler ausgezeichnet.

### Drittes Twenty20 in Southampton
| 8. September Scorecard | Southampton | England 145-6 (20)               | – | Australien 146-5 (19.3) |
|                        |             | Australien gewinnt mit 5 Wickets |   |                         |

Australien gewann den Münzwurf und entschied sich als Feldmannschaft zu beginnen. England verlor in seinem Innings früh ein Wicket, konnte sich jedoch dann mit Jonny Bairstow und Dawid Malan stabilisieren, wenn auch mit einer geringen Run Rate. Malan verlor mit 21 Runs sein Wicket und Bairstow setzte sein Innings mit Moeen Ali fort, der bei diesem Spiel die Kapitänsrolle für die englische Mannschaft übernahm. Bairstow verlor sein Wicket nach 55 Runs, Ali nach 23 Runs. Schlussendlich war es Joe Denly der bis zum Schluss noch 29 Runs hinzufügen konnte, so dass England einen Stand von 145/6 erzielte. Bester australischer Bowler war Adam Zampa mit 2 Wickets für 34 Runs. Australien begann in ihrer Antwort mit einer höheren Run Rate und konnte mit Kapitän Aaron Finch (39 Runs) und Marcus Stoinis (26 Runs) sich in eine gute Position bringen. Sie kamen nach drei Wickets von Adil Rashid im 11. und 13. Over noch einmal unter Druck, aber dank englischen Fehlern im Feldspiel und 39 Runs von Mitchell March konnten sie das Spiel im letzten Over für sich entscheiden. Bester englischer Bowler war Adil Rashid mit 3 Wickets für 21 Runs. Als Player of the Match wurde Mitchell March ausgezeichnet.

## One-Day Internationals

### Erstes ODI in Manchester
| 11. September Scorecard | Manchester | Australien 294-9 (50)          | – | England 275-9 (50) |
|                         |            | Australien gewinnt mit 19 Runs |   |                    |

England gewann den Münzwurf und entschied sich als Feldmannschaft zu beginnen. Australien hatte zunächst Probleme, ins Spiel zu finden. Die beiden Eröffnungs-Batsman, David Warner und Kapitän Aaron Finch konnten sich nicht etablieren, und erst Marcus Stoinis hatte mit 43 Runs einen größeren Einfluss. Dennoch verlor Australien weitere Wickets und stand nach 23,4 Overn bei 123/5. Es waren Mitchell March und Glenn Maxwell, die mit einer Partnerschaft von 126 Runs Australien im Spiel hielten. Nachdem Maxwell mit 77 Runs und March mit 73 Runs ausgeschieden waren, konnte Australien insgesamt einen Stand von 294/4 nach 50 Over erzielen. Die besten englischen Bowler waren Marc Wood mit 3 Wickets für 54 Runs und Jofra Archer mit 3 Wickets für 57 Runs. Auch England verlor in seiner Antwort früh zahlreiche Wickets und hatte nach 16,1 Overn einen Stand von 57/4. Es war Eröffnungs-Batsman Jonny Bairstow der dann zusammen mit Sam Billings eine Partnerschaft über 113 Runs aufbauen konnte. Bairstow verlor sein Wicket nach 84 Runs, während Billings sein erstes internationales Century mit 118 Runs erzielte, als er sein Wicket mit dem letzten Ball des Wickets verlor. Dennoch war es nicht genug, um Australien zu schlagen, da am Ende 19 Runs zum Sieg fehlten. Die besten australischen Bowler waren Adam Zampa mit 4 Wickets für 55 Runs und Josh Hazlewood mit 3 Wickets für 26 Runs. Als Player of the Match wurde Josh Hazlewood ausgezeichnet.

### Zweites ODI in Manchester
| 13. September Scorecard | Manchester | England 231-9 (50)          | – | Australien 207 (48.4) |
|                         |            | England gewinnt mit 24 Runs |   |                       |

England gewann den Münzwurf und entschied sich als Schlagmannschaft zu beginnen. Zu Beginn hatte England zunächst Probleme, ins Spiel zu finden. Jonny Bairstow schied ohne Run aus und Jason Roy verlor sein Wicket nach 21 Runs, nachdem er nur durch ein Review im ersten Over im Spiel verbleiben konnte. Joe Root und Eoin Morgan konnten mit einer Partnerschaft von 61 Runs dann jedoch England ins Spiel bringen. Root schied nach 39 Runs aus, Morgen nach 42. Bis zum Verlust des 8. Wickets im 41. Over hatte England 149 Runs erzielt. Mit der Partnerschaft zum 9. Wicket zwischen Tom Curran (37 Runs) und Adil Rashid (35 Runs), die 76 Runs beisteuern konnte, konnte England nach 50 Overn zu einem Stand von 231/9 gelangen. Bester australischer Bowler war Adam Zampa mit 3 Wickets für 36 Runs. Australien konnte vor allem durch die 73 Runs von Aaron Finch zu Beginn ihres Innings sich die Möglichkeit erhalten, das Spiel zu gewinnen. Unter anderem erzielte er zusammen mit Marnus Labuschagne (48 Runs) ein Partnership von 107 Runs. Als Labuschagne jedoch im 31. Over sein Wicket verlor, fielen in kurzen Abstand auch drei weitere Wickets. Zwei weitere fielen im 40. Over, und stellte die verbliebenen Batsman mit einem Stand von 166/8 vor eine schwere Aufgabe. Alex Carey konnte noch 36 Runs beisteuern, aber als er im 49. Over das letzte Wicket der Australier verlor, fehlten 24 Runs zum Sieg. Unter den englischen Biwlern waren drei, die jeweils drei Wickets erzielten: Chris Woakes (für 32 Runs), Jofra Archer (für 34 Runs) und Sam Curran (für 35 Runs). Als Player of the Match wurde Jofra Archer ausgezeichnet.

### Drittes ODI in Manchester
| 16. September Scorecard | Manchester | England 302-7 (50)               | – | Australien 305-7 (49.4) |
|                         |            | Australien gewinnt mit 3 Wickets |   |                         |

England gewann den Münzwurf und entschied sich am Schlag zu beginnen. Dort erlitt das Team früh Rückschläge, als es mit den ersten zwei Bällen seine ersten beiden Wickets verlor. Erst mit Kapitän Eoin Morgan gelang es Jonny Bairstow Runs zu erzielen. Ein Partnership von 67 Runs wurde mit dem Verlust von Morgans Wicket nach 23 Runs beendet. Bairstow konnte mit Sam Billings, der mit 57 Runs ein Half-Century erzielte, ein weiteres Partnership über 114 Runs aufbauen. Bairstow verlor sein Wicket nach einem Century über 112 Runs in 126 Bällen. Chris Woakes konnte daraufhin noch ein Fifty über 53 Runs hinzusteuern und so England zu einem Stand von 302/7 nach 50 Overn führen. Die besten australischen Bowler waren Adam Zampa mit 3 Wickets für 51 Runs und Mitchell Starc mit 3 Wickets für 74 Runs. Auch Australien hatte zu Beginn ihres Innings Schwierigkeiten. Sie verloren früh mehrere Wickets und kein Spieler konnte sich etablieren. Nach 16,5 Overn hatte das Team einen Stand von 73/5 erreicht, bevor Alex Carey und Glenn Maxwell ihr Partnership begannen. Sie sollten zusammen ein Partnership über 212 Runs erzielen, dem höchsten Partnership für ein sechstes Wicket, das Australien bisher erzielt hat. Im 48. Over verlor Maxwell nach 108 Runs aus 90 Bällen sein Wicket und ein Over später war dies auch für Carey nach 106 Runs aus 114 Bällen der Fall. Zu diesem Zeitpunkt fehlten nur noch 10 Runs zum Sieg, die im letzten Over erzielt wurden und so England die erste Niederlage bei einer Heim-ODI-Serie seit 2015 ebenfalls gegen Australien beibrachte. Die besten englischen Bowler waren Chris Woakes und Joe Root mit jeweils 2 Wickets für 46 Runs. Als Player of the Match wurde Glenn Maxwell ausgezeichnet.

## Statistiken

### Twenty20
| Twenty20        | Twenty20   | Twenty20 | Twenty20 | Twenty20 | Twenty20 | Twenty20 | Twenty20 | Twenty20 |
| Batting         | Batting    | Batting  | Batting  | Batting  | Batting  | Batting  | Batting  | Batting  |
| Spieler         | Mannschaft | Spiele   | Innings  | Runs     | Average  | HS       | 100s     | 50s      |
| --------------- | ---------- | -------- | -------- | -------- | -------- | -------- | -------- | -------- |
| Dawid Malan     | England    | 3        | 3        | 129      | 43,00    | 66*      | 0        | 1        |
| Aaron Finch     | Australien | 3        | 3        | 125      | 41,66    | 46       | 0        | 0        |
| Jos Buttler     | England    | 2        | 2        | 121      | 121,00   | 77*      | 0        | 1        |
| Marcus Stoinis  | Australien | 3        | 3        | 84       | 42,00    | 35       | 0        | 0        |
| Jonny Bairstow  | England    | 3        | 3        | 72       | 24,00    | 55       | 0        | 1        |
| Bowling         |            |          |          |          |          |          |          |          |
| Spieler         | Mannschaft | Spiele   | Overs    | Wickets  | Average  | BBI      | 5W       | 10W      |
| Adil Rashid     | England    | 3        | 12.0     | 6        | 12,50    | 3/21     | 0        | 0        |
| Ashton Agar     | Australien | 3        | 12.0     | 5        | 18,80    | 2/27     | 0        | 0        |
| Kane Richardson | Australien | 3        | 9.0      | 3        | 21,00    | 2/13     | 0        | 0        |
| Mark Wood       | England    | 3        | 12.0     | 3        | 31,33    | 1/25     | 0        | 0        |
| Jofra Archer    | England    | 3        | 11.0     | 3        | 32,33    | 2/26     | 0        | 0        |
| Adam Zampa      | Australien | 3        | 11.5     | 3        | 41,00    | 2/34     | 0        | 0        |

### ODI
| ODI            | ODI        | ODI     | ODI     | ODI     | ODI     | ODI     | ODI     | ODI     |
| Batting        | Batting    | Batting | Batting | Batting | Batting | Batting | Batting | Batting |
| Spieler        | Mannschaft | Spiele  | Innings | Runs    | Average | HS      | 100s    | 50s     |
| -------------- | ---------- | ------- | ------- | ------- | ------- | ------- | ------- | ------- |
| Jonny Bairstow | England    | 3       | 3       | 196     | 65,33   | 112     | 1       | 1       |
| Glenn Maxwell  | Australien | 3       | 3       | 186     | 62,00   | 108     | 1       | 1       |
| Sam Billings   | England    | 3       | 3       | 183     | 61,00   | 118     | 1       | 1       |
| Alex Carey     | Australien | 3       | 3       | 152     | 50,66   | 106     | 1       | 0       |
| Aaron Finch    | Australien | 3       | 3       | 101     | 33,66   | 73      | 0       | 1       |
| Bowling        |            |         |         |         |         |         |         |         |
| Spieler        | Mannschaft | Spiele  | Overs   | Wickets | Average | BBI     | 5W      | 10W     |
| Adam Zampa     | Australien | 3       | 30.0    | 10      | 14,30   | 4/55    | 0       | 0       |
| Jofra Archer   | England    | 3       | 29.0    | 7       | 21,57   | 4/34    | 0       | 0       |
| Chris Woakes   | England    | 3       | 30.0    | 6       | 22,83   | 3/32    | 0       | 0       |
| Mitchell Starc | Australien | 3       | 30.0    | 5       | 31,80   | 3/74    | 0       | 0       |
| Josh Hazlewood | Australien | 3       | 30.0    | 4       | 30,25   | 3/36    | 0       | 0       |
| Adil Rashid    | England    | 3       | 27.2    | 4       | 47,50   | 2/55    | 0       | 0       |

## Auszeichnungen

### Player of the Series
Als Player of the Series wurden der folgende Spieler ausgezeichnet.
| Serie    | Player of the Series |
| -------- | -------------------- |
| ODI      | Glenn Maxwell        |
| Twenty20 | Jos Butler           |

### Player of the Match
Als Player of the Match wurden die folgenden Spieler ausgezeichnet.
| Spiel       | Player of the Match |
| ----------- | ------------------- |
| 1. ODI      | Josh Hazlewood      |
| 2. ODI      | Jofra Archer        |
| 3. ODI      | Glenn Maxwell       |
| 1. Twenty20 | Dawid Malan         |
| 2. Twenty20 | Jos Buttler         |
| 3. Twenty20 | Mitchell March      |